# クルディスタン愛国同盟

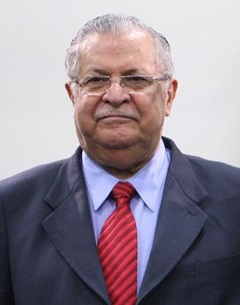
初代議長のジャラル・タラバニ

クルディスタン愛国同盟（クルディスタンあいこくどうめい、クルド語: Yekîtiya Nîştimaniya Kurdistan, アラビア語: الاتحاد الوطني الكردستاني, 英語略称：PUK）は、イラク北部で活動するクルド人の政党。フセイン政権時代のクルド人反体制組織として、クルド民主党 (KDP) と並ぶ二大勢力の一つであった。クルド愛国党、クルディスタン愛国者党と表示することもある。メンバーは推定1万人。
クルディスタン愛国同盟は、クルド民主党(KDP) 幹部だったジャラル・タラバニが1975年に創設した組織で、社会主義インターナショナルに加盟するなど社会民主主義を掲げた。以来、クルド人自治区の西部をクルド民主党 (KDP) が、東部をクルド愛国同盟が支配し、対立が続いた。対イラク独立では共通の目的を持っていたために、1987年からは共同歩調をとり、1992年に「クルド民族議会」を選出するまでに至ったこともあったが、1994年以降は路線やトルコ貿易など資金源を巡って、しばしば対立してきた。
2005年、議長のジャラル・タラバニがイラク移行政府の大統領となり、そのまま第四共和政初代大統領を務め、2014年に退任した。タラバニは2017年に死去し、コスラット・ラスル・アリが暫定を経て議長を務めている。

## 外国の政党との関係
トルコのクルド労働者党 (PKK) を支持している。

## 参照
1. ↑  Includes six seats from the KDP-led Kurdistan Alliance in the Nineveh Governorate
2. ↑  Part of the Kurdistan List